# رسم معماري

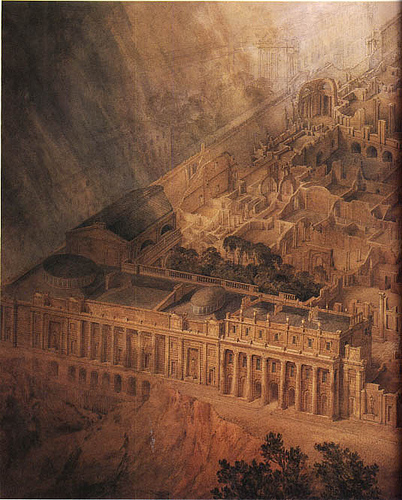
منظر جوي لبناء بنك إنجلترا، كما صمَّمه السير جون سون ورسمه ج. م. غاندي.

الرسم المعماريّ هو رسم صناعي لبناء (أو لمشروع بناء) يستعمل لأغراض مختلفة في الهندسة المعمارية. يستعمل المعماريُّون الرسوم المعمارية لمساعدتهم في عددٍ من المهام، منها تطوير فكرة تصميمٍ مبدئيةٍ إلى مشروع متكاملٍ للعمل عليه، وتوضيح الأفكار التصميمية للمعماريين والمهندسين الآخرين، وإقناع العملاء بأهليَّة التصميم، ومساعدة المقاول على تشييد البناء، وتسجيل الأعمال المكتملة، وتسجيل المباني المُشيَّدة بالوقت الحاضر.
تُعَدّ الرسوم المعمارية بعددٍ من المبادئ والقواعد المتعارف عليها، ومنها مثلاً ضرورة تخطيط قياسات المبنى، ووحدات القياس بنسبها الحقيقية، وإضافة الحواشي. في الماضي كانت العادة أن ترسم هذه الأعمال بالحبر على الورق، وكان يجب إعادة رسم النسخ الكثيرة الضروريَّة منها يدوياً. إلا أن القرن العشرين شهد نهضةً نوعيَّةً، فأصبحت تنسخ النسخ الإضافية آلياً. ثم أحدث اختراع الحاسوب تطوراً غير مسبوقٍ بطرق تصميم وإعداد الرسومات التقنية، فهجرت الرسومات اليدوية تقريباً، وباتت تسعمل الأجهزة الحديثة في تجهيز مخططات متطورة تشمل استعمال الهندسة الرياضية. واليوم تعد الغالبية العظمى من الرسوم باستعمال برامج كاد الحاسوبية.
الرسم بشكل عام يعني قراءة وكتابة الواقع المحيط بنا، أو نقل للآخرين ما يدور في أذهاننا.
وعندما نرسم بأي أداة ولأي غرض ، فنحن نتذكر ما رأيناه ونترجمه من خلال الآثار التي تتركها حركة اليد على الورقة.
ومن المهم تذكر أنه قبل الرسم على الورق ، يجب تخيل الأشكال في الفراغ ثلاثي الابعاد. وبهذه الطريقة فقط يمكنك القول أنه يمكنك الرؤية من خلال الرسم.

## الحجم والأبعاد
يُعبّر حجم الرسومات المعمارية عن الموادّ المتاحة والحجم المناسب للمبنى عند تشييده، ويمكن لهذه الرسومات إمَّا أن تُلَفّ أو توضع في المجلدات أو تمدّ على الطاولة أو تُعلَّق على الجدار. وقد تفرض عملية الرسم حدوداً للحجم الحقيقيّ الذي يمكن أن يُشيَّد عليه المبنى. تحدد أحجام الورق القياسية كم سيكون الحجم الفعليّ للمبنى ومرافقه، وتختلف بحسب العرف في المنطقة. أكبر حجم للورق يستعمل عادةً في الهندسة المعمارية الحديثة هو "ISO A0"، ويعادل حجمه 841 مم × 1,189 مم، وفي الولايات المتحدة يستعمل عوضاً عن ذلك "Arch E"، ويعادل حجمه 762 مم × 1,067 مم، كما ثمَّة حجم "Large E" بمقاس 915 مم × 1,220 مم لا يوجد نظيرٌ له في قياسات الآيزو.
يتم العمل على الرسومات المعمارية وفق مقاييس ثابتة، بحيث إن نسب أحجام الأشياء إلى بعضها تظلُّ ثابتة، فحتى لو تم تصغير مقياس الرسم عن حجم البناء الحقيقي لا يتم تغيير نسبة حجم عناصره إلى بعضها البعض. ويجب التأكد جيداً من تناسب المقاييس هذا لضمان أنَّ حجم الورق المختار سيتّسع لرسم البناء بأكمله، ولتظهر فيه تفاصيل البناء بالقدر الكافي. عند مقاس 1 إلى 100 المتري عادةً ما ترسم الجدران كخطوط عادية تتناسب مع مقياس الرسم. وفي المقاييس الأكبر مثل 1 إلى 20 من المعتاد تضمين طبقات الموادّ المختلفة التي تُصنَّع منها الجدران في الرسم. وتُظهَر تفاصيل البناء في المقاييس الأكبر، مثل المقياس الطبيعي في بعض الحالات، أي 1 إلى 1.
تسمح الرسومات المبنية على مقاييسٍ ثابتةٍ بقراءة أبعاد الأشياء الموضحة في الرسومات، حيث يمكن قياسها بشكلٍ مباشر من على الرسم. فكثيراً ما يمكن قراءة مقادير الأطوال مباشرةً عبر قياسات المسطرة. على سبيل المثال، في حال التعامل مع مقياس 1 إلى 100 سيساوي كل سنتيمتر على الورق متراً واحداً بالواقع. وللتعامل مع الرسوم مختلفة المقاسات يستعمل المهندسون المعماريون غالباً مسطرة قياس تٌرسَم على كلٍّ من حوافّها مقاييس مختلفة. كما يمكن عند عدم إمكانية ذلك استعمال المعادلات الرياضية البسيطة لضرب رقم مقياس الرسم بالطول الذي تبيّنه المسطرة.
كما يمكن قراءة الأبعاد بدورها من على الرَّسم إن كان موضوعاً على سطحٍ مستوٍ. إلا إنَّه يجب أن تنجم جميع عمليات نسخ وإعادة إنتاج الرسم عن بعض الأخطاء الطفيفة، خصوصاً عندما يتمُّ عمل نسخٍ من بعضها البعض - نسخة منسوخة عن نسخة أخرى - وبطرقٍ وأساليب مختلفة. لذلك، فإنَّه من الضروري كتابة مقادير الأبعاد على الرسم من البداية تحسُّباً لأخطاء النسخ فيما بعد. ومن المعتاد لهذه الأسباب أن يكتب على الرسومات المعمارية تحذير: «لا تأخذ الأبعاد وفقاً للمقياس».

## المناظر القياسية في الرسوم المعمارية

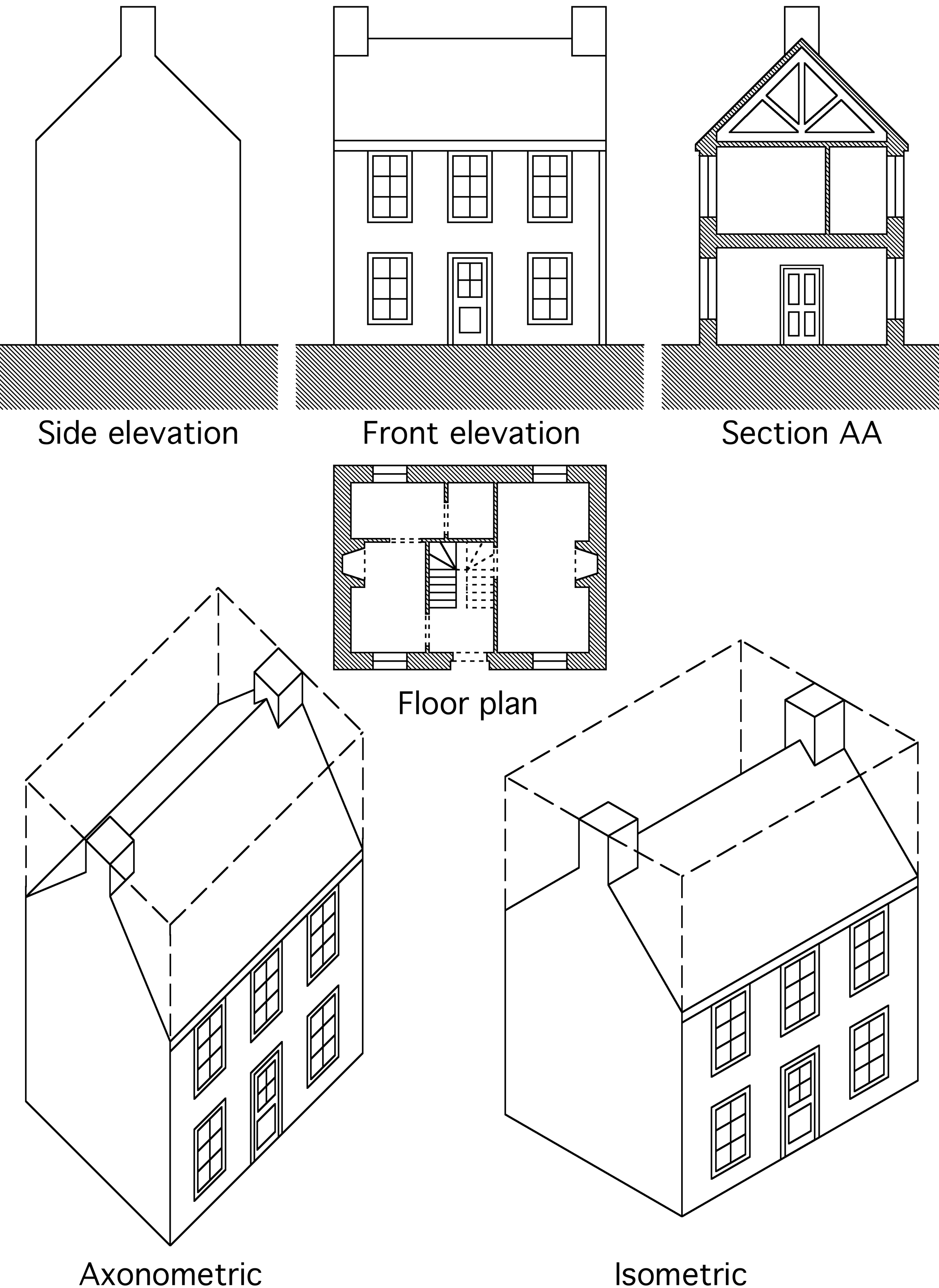
بعض المناظير القياسية المستعملة في الرسوم المعمارية

يتناول هذا القسم المناظر (جمع منظور) المعروفة المستعملة لتصوير المباني والمنشآت

### مخطط الأرضيَّة

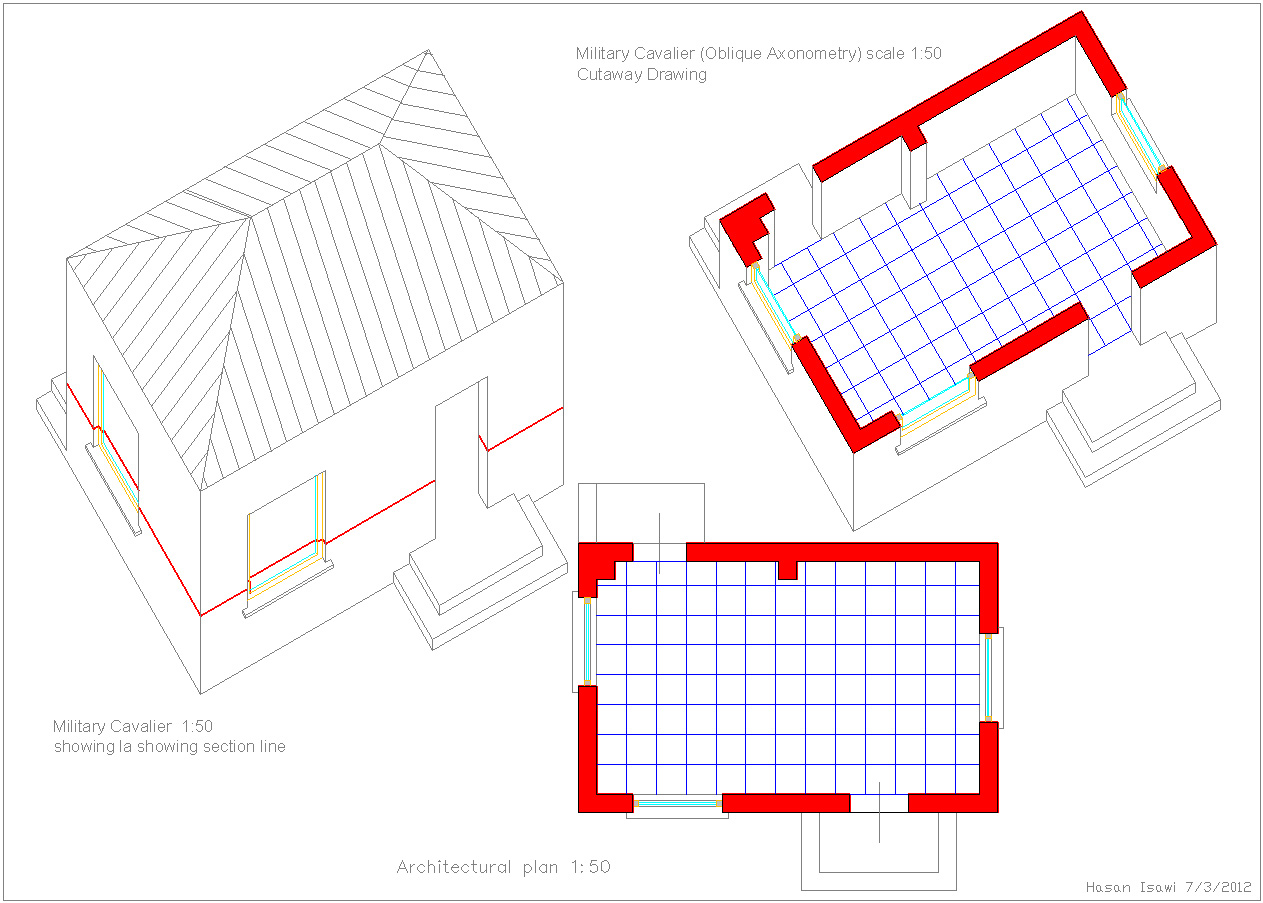
خطة المبنى هي مقطع للكيان المعماري اجري بواسطة مستوى افقي موضوع على ارتفاع متر ونصف تقريبا من مستوى البلاط. في الخطة يتم رسم سواء الأجزاء المقطوعة وتلك التي توجد أسفل المستوى القاطع، ويتم التمييز بينهما من خلال سماكة أنواع مختلفة من الخطوط

يعد مخطط الأرضية أهمَّ الرسوم التوضيحية المعمارية على الإطلاق، وهو عبارةٌ عن مخطط مرسوم من منظورٍ علويّ يُبيِّن طريقة توزيع المساحات في البناء بنفس أسلوب الخرائط، إلا إنَّه يقتصر على طابقٍ واحدٍ فقط من المبنى. يمكن وصفه تقنياً بأنه مقطع أفقي مأخوذٌ من البناء (من على ارتفاع مترٍ واحدٍ فوق الأرض) يَتضمَّن الجدران والأبواب والنوافذ ومختلف التفاصيل الأخرى. كما يشمل المخطط كلَّ ما يمكن أن يشاهد من موقع المنظور الافتراضي للرَّسم (فوق الأرض بمتر)، مثل الأرض والسلالم وأحياناً الأثاث. وأما التفاصيل الأخرى التي تقع فوق مستوى المنظور (مثل الأنوار وغيرها) فيمكن رسمها بخطوط منقَّطة.
هندسياً، يُعرَّف مخطط المنظور بأنَّه إسقاط عمودي لجسمٍ ما على سطح أفقي، فيما يتقاطع السطح الأفقي مع المبنى.

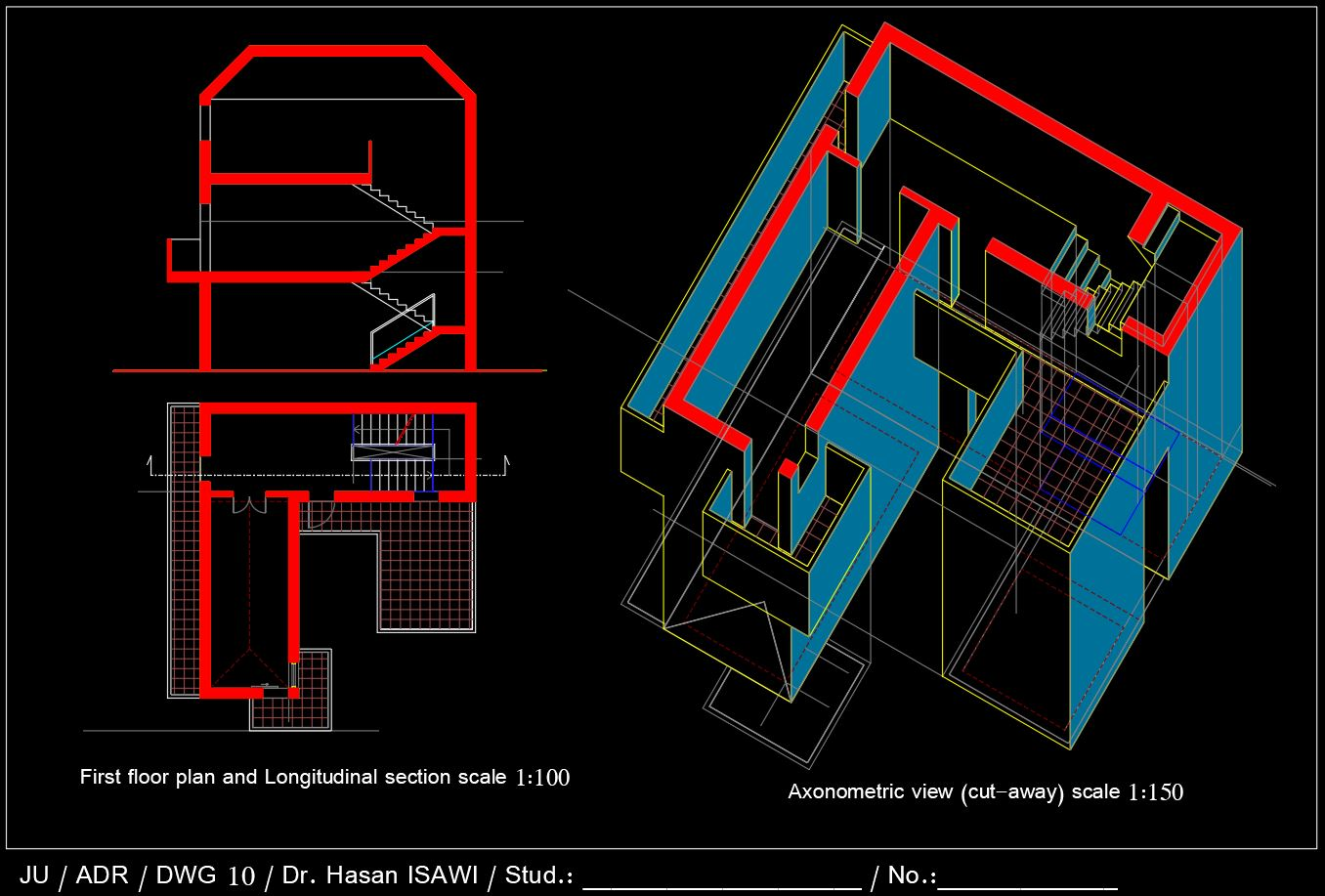
مسقط افقي وقطاع طولي وقطاع اكسنومتري

### مخطط الموقع
مخطط الموقع هو نوع متخصّص من المخططات، وظيفته أن يُبيّن الطبيعة العامة لمبنى أو مجموعةٍ من المباني. يظهر مخطط الموقع حدود منطقة البناء وطرق الوصول إليها، بالإضافة إلى الأبنية المجاورة إن كانت مرتبطة بالتصميم. وفي حال العمل على تطوير موقعٍ مدني، ربَّما يكون من الضروري أن يشمل مخطط الموقع الشوارع المجاورة لتبيين كيفيَّة انسجام المبنى مع البيئة المحيطة به. وأما في حدود منطقة البناء فإنَّ مخطط الموقع يُقدّم نظرةً عامَّةً أوليَّةً متكاملةً عنها، بما في ذلك الأبنية المُشيَّدة بالفعل وتلك المخطط لتشييدها، ويتمُّ كذلك إيضاح المعالم الأساسية للمنطقة: الشوارع والأرصفة ومواقف السيارات والأشجار. بالنسبة لمشروعات البناء، يجب أن يشمل مخطط الموقع أيضاً كافَّة التمديدات والمرافق الخدمية، مثل خطوط تصريف المياه والبلاليع وخزانات المياه وكابلات الكهرباء والاتصالات والأنوار الخارجية.
عادةً ما يُستَعمل مخطط الموقع لتجسيد مخطط مشروع مبنى أولي قبل الشروع بالعمل على تصميمه المُفصَّل، حيث إنَّ رسم مخطط الموقع أشبه بأداةٍ لتقرير مرافق الموقع الأساسية وحجمه وطبيعته. ووظيفته الأساسية هي تأكيد أن مشروع المبنى لا يخالف أياً من قوانين البناء المحلية، كالقيود المفروضة في المواقع الأثرية على سبيل المثال. وفي هذا الخصوص يمثل مخطط الموقع جزءاً من العقد القانوني للمشروع، وربَّما تتمُّ المطالبة لذلك بأن يعمل على رسمه متخصّص معتمد، كمعماري أو مهندس أو مسَّاح أراضٍ.

## معرض صور

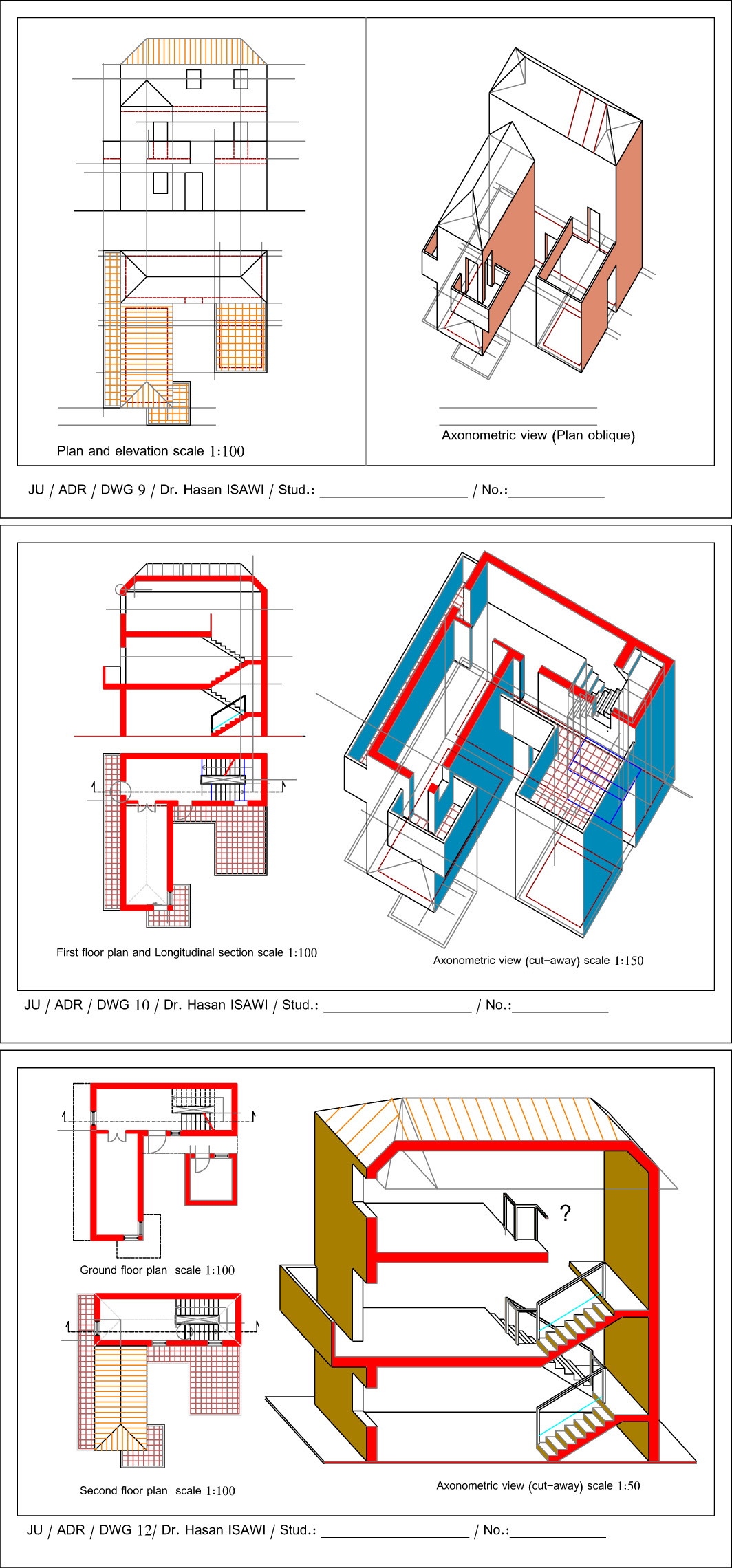
مساقط وقطاعات لمبنى بثلاثة طوابق في الإسقاطات العمودية والاكسنومتري
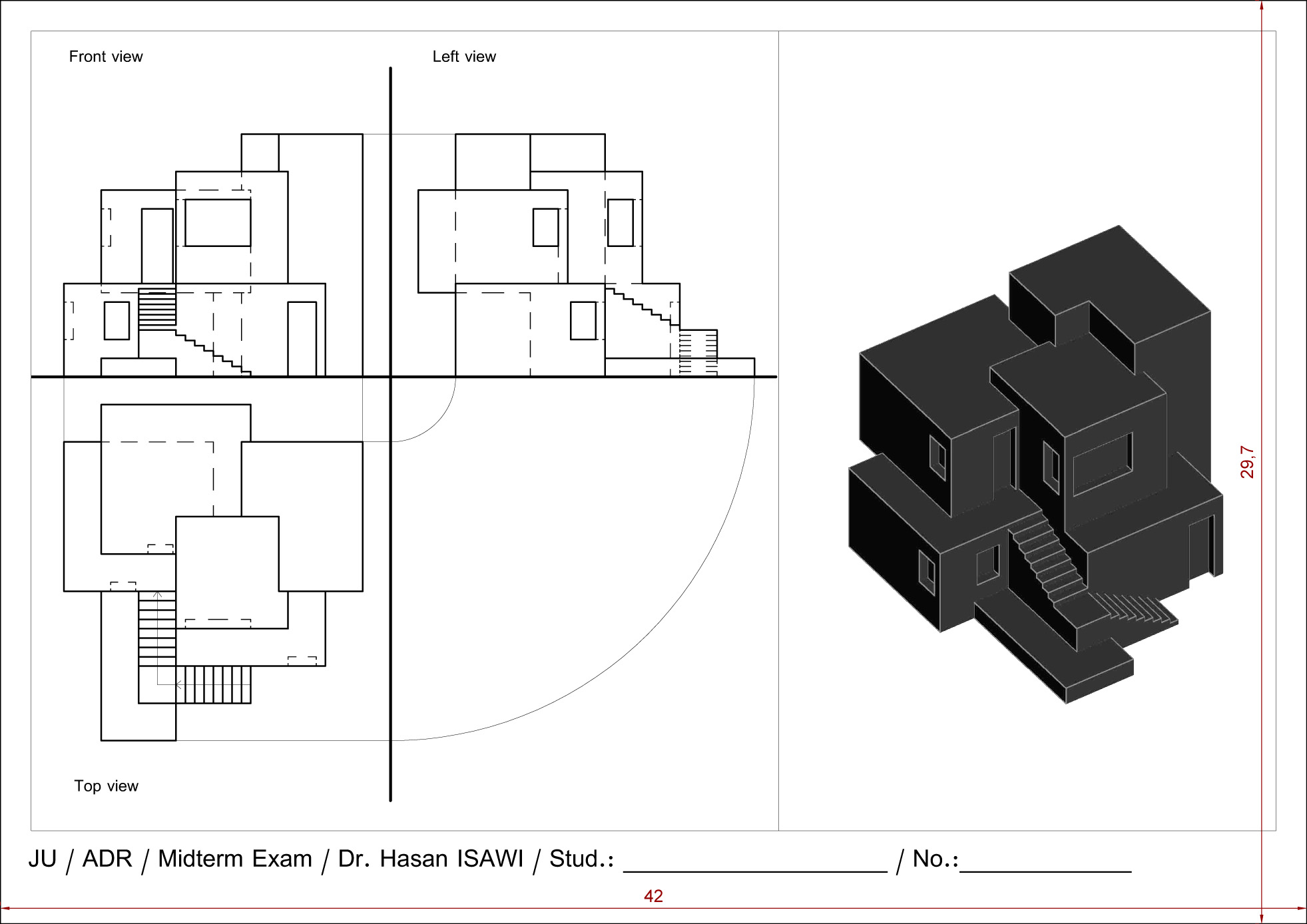
الرسم والاظهار المعماري. امتحان منتصف الفصل الصيفي 2021. الدكتور حسن العيسوي
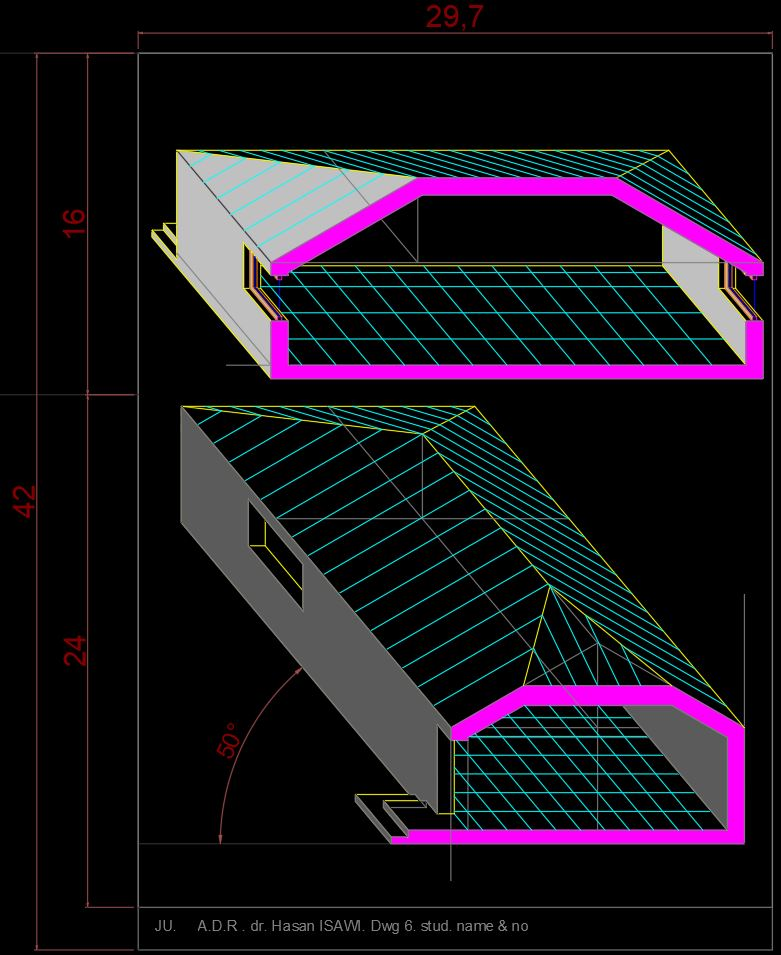
قطاعات اكسنومترية - axonometric section
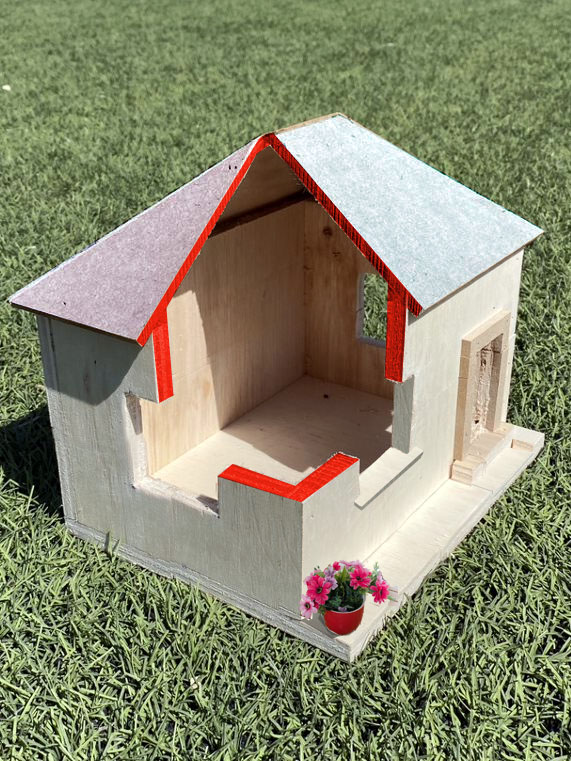
قطاعات رأسية وافقية لمجسم بيت باربع طيات